# 捷夫良托
捷夫良托（羅馬化：Tevlyanto；1905年—1959年），出生于俄罗斯帝国乌斯特-别拉雅，楚科奇族，苏联政治人物，1934年—1946年间担任楚科奇自治区工人代表大会执行委员会主席。

## 生平
捷夫良托自幼失去双亲，祖父是当地的萨满。他在14岁时就成为了一个商人的雇工。1920年，捷夫良托接触了俄国共产党人在楚科奇组建的楚科奇革命委员会，并受其成员的影响参加了革命。1926年，在家乡为布尔什维克党人担任翻译的捷夫良托被送到列宁格勒北方人民学院学习，由于俄语不太熟练，他的学业并不轻松，后因病退学，回到家乡楚科奇自治区参加工作。
1934年，捷夫良托当选楚科奇自治区工人代表大会执行委员会主席，1936年，他兼任堪察加执行委员会副主席。1937年12月，捷夫良托当选楚科奇选区的苏联最高苏维埃代表。1939年苏德战争爆发，捷夫良托参与组织了阿拉斯加—西伯利亚航线的维护工作，在战争期间他因功受颁劳动红旗勋章。此后，他又于1944年和1945年两度被授予红星勋章。
1946年，捷夫良托因病卸任执行委员会主席，曾两度在莫斯科接受手术治疗。晚年，捷夫良托赴乌克兰波尔塔瓦居住疗养，1959年病逝于波尔塔瓦。

## 身后
1977年，苏联共青团楚科奇区委设立了“捷夫良托奖”以纪念他在楚科奇地区所做的贡献。楚科奇首府阿纳德尔有一条以他命名的街道。